# 사사건건 (텔레비전 프로그램)
《사사건건》(事事件件)은 KBS 1TV에서 매주 평일 오후 4시에 방송 중인 낮 뉴스 토크 프로그램이다.

## 프로그램 소개
공영방송 KBS가 새롭게 선보이는 데일리 시사 토크 프로그램, 사사건건! 날카로운 분석, 명쾌한 해설, 진실을 향한 날 선 질문!

## 방송 시간
- 현재 방송 시간은 2016년 4월 25일부터 기준으로 한다.

| 방송 채널 | 방송 기간                         | 방송 시간                |
| --------- | --------------------------------- | ------------------------ |
| KBS 1TV   | 2014년 4월 7일 ~ 2014년 12월 31일 | 평일 오후 4시 ~ 4시 55분 |
| KBS 1TV   | 2015년 1월 2일 ~ 2016년 4월 22일  | 평일 저녁 5시 20분 ~ 6시 |
| KBS 1TV   | 2016년 4월 25일 ~ 현재            | 평일 오후 4시 ~ 저녁 5시 |

## 앵커
- 현재 앵커는 2025년 3월 10일부터 기준으로 한다.

### 남성
| 대수 | 진행자                 | 진행 기간                          | 비고  |
| ---- | ---------------------- | ---------------------------------- | ----- |
| 1대  | 황상무 前 사회1부 기자 | 2014년 4월 7일 ~ 2014년 12월 30일  |       |
| 2대  | 박상범 기자            | 2015년 1월 2일 ~ 2015년 12월 11일  |       |
| 3대  | 조재익 해설위원        | 2015년 12월 14일 ~ 2016년 4월 22일 |       |
| 4대  | 김원장 경제부 차장     | 2016년 4월 25일 ~ 2020년 6월 19일  | [ 1 ] |
| 5대  | 박찬형 해설위원        | 2020년 6월 22일 ~ 2021년 7월 23일  |       |
| 6대  | 범기영 기자            | 2021년 8월 2일 ~ 2023년 4월 28일   | [ 2 ] |
| 7대  | 이재석 기자            | 2023년 5월 1일 ~ 2023년 11월 10일  |       |
| 8대  | 송영석 기자            | 2023년 11월 13일 ~ 2025년 3월 7일  | [ 3 ] |
| 9대  | 김용준 기자            | 2025년 3월 10일 ~ 현재             |       |

### 여성
| 대수 | 진행자                               | 진행 기간                         | 비고  |
| ---- | ------------------------------------ | --------------------------------- | ----- |
| 1대  | 이승현 아나운서                      | 2014년 9월 1일 ~ 2014년 12월 31일 |       |
| 2대  | 박지현 아나운서                      | 2015년 1월 1일 ~ 2016년 4월 24일  |       |
| 3대  | 강서은 前 아나운서                   | 2016년 4월 25일 ~ 2017년 4월 7일  | [ 6 ] |
| 4대  | 국혜정 아나운서실 한국어연구사업팀장 | 2017년 4월 10일 ~ 2018년 6월 15일 | [ 8 ] |

## 코너

### 방영 코너
| 코너명               | 진행자                         |
| -------------------- | ------------------------------ |
| 오늘의 주요뉴스      | 김용준 기자                    |
| 이슈가 있는 금요일   | 김용준 기자                    |
| 여의도 사사건건      | 김용준 기자                    |
| 사사건건 플러스      | 김용준 기자                    |
| 사사건건 경제+       | 김용준 기자, 정철진 경제평론가 |
| 사사건건이 만난 사람 | 김용준 기자                    |
| 클로징               | 김용준 기자                    |

#### 여의도 사사건건
여의도 정치의 은밀한 내막을 현직 의원들이 직접 밝히는 코너.

#### 사사건건 플러스
매일 쏟아지는 각종 시사 이슈를 전문 패널단이 사사건건 파헤치는 코너.

#### 사사건건 경제+
월요일 경제 토크 코너. 정철진 경제평론가가 진행한다. 2023년 1월 11일부터 수요일 코너로 신설되었으며, 2023년 6월 5일부터 월요일 코너로 이동했다.

### 종영 코너
| 코너명               | 진행자 |
| -------------------- | ------ |
| 오늘의 주요뉴스      |        |
| 이슈가 있는 금요일   |        |
| 사사건건이 만난 사람 |        |

#### 오늘의 주요뉴스
헤드라인 코너. 2023년 6월 5일부터 신설되었으며, 2024년 5월 9일에 폐지되었다.

#### 이슈가 있는 금요일
금요일 이슈 분석 코너. 시사평론가와 함께 한 주간의 주요 이슈를 키워드로 정리한다. 2021년 10월 1일부터 매일 코너로 신설되었으며, 그 당시 명칭은 '사사건건 오늘'이었으나, 2023년 6월 9일부터 현재의 '이슈가 있는 금요일'로 변경되어 금요일 코너로 축소되었다. 2024년 5월 3일에 폐지되었다.

#### 사사건건이 만난 사람
금요일 인물 관련 인터뷰 코너. 2022년 5월 13일부터 신설되었으며, 2023년 중반에 폐지되었다.

## 타이틀 변천사
2014년 4월부터 여러 차례 변화를 거쳐서 시대 흐름에 따라 프로그램 명칭과 형식이 달라졌다.
| 기수 | 프로그램 타이틀 | 방송 기간                         |
| ---- | --------------- | --------------------------------- |
| 1기  | 시사진단        | 2014년 4월 7일 ~ 2016년 4월 22일  |
| 2기  | 4시 뉴스집중    | 2016년 4월 25일 ~ 2018년 6월 15일 |
| 3기  | 사사건건        | 2018년 6월 18일 ~ 현재            |

## 편성 변경
- 2024년 6월 4일 : 오후 3시 50분으로 편성 변경

## 결방
- 2023년 9월 25일 ~ 10월 6일 : 《2022 항저우 아시안 게임》 중계 방송 편성 및 추석 연휴로 인해 결방
- 2024년 2월 9일, 2024년 2월 12일 : 《대하 드라마 고려 거란 전쟁 스페셜》, 《특선 다큐 생명의 바다 지중해 (재방송)》 편성으로 인해 결방
- 2024년 12월 10일 :《트레킹노트 세상을 걷다 (재방송)》 편성으로 인해 결방
- 2024년 12월 25일 : 성탄절로 인해 결방
- 2025년 1월 1일 : 《생활의 발견 스페셜》, 《우리집 금송아지》 편성으로 인해 결방
- 2025년 1월 27일 : 《2025 설날 장사 씨름 대회 - 금강 장사》, 《한국인의 밥상 (재방송)》 편성으로 인해 결방
- 2025년 1월 28일 : 《나라는 가수 인 독일 수지 스페셜》, 《세계는 지금 스페셜》 편성으로 인해 결방
- 2025년 8월 4일 ~ 8일 : 여름 휴가로 인한 결방

## 같이 보기
- KBS 뉴스 2 (KBS 1TV)
- MBC 2시 뉴스외전 (MBC TV)
- SBS 뉴스브리핑 (SBS TV)
- 사건파일 24 (TV조선)
- 강력한 4팀 (채널A)
- YTN 뉴스퀘어 2PM (YTN)
- 뉴스현장 (연합뉴스TV)
- 뉴스1번지 (연합뉴스TV)